# Intercom Risle et Charentonne
Die Intercom Risle et Charentonne ist ein ehemaliger französischer Gemeindeverband mit der Rechtsform einer Communauté de communes im Département Eure in der Region Normandie. Sie wurde am 1. Januar 2014 gegründeter und umfasste 24 Gemeinden. Der Verwaltungssitz befand sich im Ort Beaumont-le-Roger.

## Historische Entwicklung
Der Gemeindeverband entstand 2014 durch die Fusion der Vorgängerorganisationen Intercom Pays Beaumontais und Communauté de communes Risle-Charentonne.
Mit Wirkung vom 1. Januar 2017 fusionierte der Gemeindeverband mit
- Communauté de communes de Bernay et des Environs,
- Intercom du Pays Brionnais,
- Communauté de communes du Canton de Beaumesnil sowie
- Communauté de communes du Canton de Broglie

und bildete so die Nachfolgeorganisation Intercom Bernay Terres de Normandie.

## Ehemalige Mitgliedsgemeinden
1. Barc
2. Barquet
3. Beaumontel
4. Beaumont-le-Roger
5. Berville-la-Campagne
6. Bray
7. Carsix
8. Combon
9. Écardenville-la-Campagne
10. Fontaine-l’Abbé
11. Fontaine-la-Soret
12. Goupillières
13. Grosley-sur-Risle
14. La Houssaye
15. Launay
16. Nassandres
17. Perriers-la-Campagne
18. Le Plessis-Sainte-Opportune
19. Romilly-la-Puthenaye
20. Rouge-Perriers
21. Sainte-Opportune-du-Bosc
22. Serquigny
23. Thibouville
24. Le Tilleul-Othon